# Shahrestān di Dalahu
Lo shahrestān di Dalahu (farsi شهرستان دالاهو) è uno dei 14 shahrestān della provincia di Kermanshah, il capoluogo è Kerend-e Gharb. Lo shahrestān è suddiviso in 2 circoscrizioni (bakhsh): 
- Centrale (بخش مرکزی)
- Gahvareh (بخش گهواره), con la città di Gahvareh.